# Екатеринославское наместничество

Карта новоприобретенной области от Порты Отоманской, и присоединенной к Екатеринославскому наместничеству.

Екатеринославское наместничество — административно-территориальная единица Российской империи в 1783—1796 годах. Административным центром был Екатеринослав, с 1783 год по 1789 год эту роль временно исполнял Кременчуг.

## История
Екатеринославское наместничество было образовано 30 марта (10 апреля) 1783 года по Высочайшему повелению Екатерины II. В него вошли территории упразднённых Новороссийской и Азовской губерний.
Наместничеством руководили: генерал-майор Тимофей Иванович Тутолмин, затем генерал-майор Иван Максимович Синельников, действительный статский советник Василий Васильевич Каховский и генерал-майор Иосиф Иванович Хорват.

## Территория
В 1786 году из Екатеринославского наместничества была выделена в отдельную административную единицу Российской империи Земля Донских казаков, которая с тех пор стала официально именоваться Землёй войска Донского. 
Наместничество включало в себя 15 уездов:
- Александрийский уезд,
- Алексопольский уезд,
- Бахмутский уезд,
- Донецкий уезд,
- Екатеринославский уезд,
- Елисаветградский уезд (до 1795 г.),
- Константиноградский уезд,
- Кременчугский уезд,
- Мариупольский уезд,
- Новомосковский уезд,
- Ольвиопольский уезд,
- Павлоградский уезд,
- Полтавский уезд,
- Славянский уезд,
- Херсонский уезд.

C 1789 года Екатеринославскому наместничеству был переподчинён Градижский уезд Киевского наместничества.
С 1792 года, согласно Ясскому миру в состав наместничества вошли земли между Днестром и Южным Бугом («Очаковская степь»).
27 января 1795 года из части Екатеринославского наместничества выделено Вознесенское наместничество с отнесением к нему в числе других соседних уездов Елисаветградского уезда с городом Елисаветградом.
В 1796 году эта административно-территориальная единица была упразднена. Территории были включены в Новороссийскую губернию, а в 1802 году — в Екатеринославскую губернию.
C созданием наместничества Славянская и Херсонская епархия была переименована в Екатеринославскую и Херсонес-Таврическую епархию. Хотя официальным местопребыванием архиереев стал Кременчуг, они продолжали оставаться в Полтаве. Екатеринославская епархия была упразднена 21 декабря 1797 года вслед за наместничеством. Вместо неё появилась Новороссийская и Днепровская епархия.

## Административное деление Екатеринославского наместничества на 1 января 1789 года
Делилось на уезды
- общее число уездов — 16
- центр наместничества — Екатеринослав
- вновь созданы (или вошли в состав):

1. Градижский уезд (из Киевского наместничества)

- список уездов:

1. Александрийский уезд
2. Алексопольский
3. Бахмутский
4. Градижский
5. Донецкий
6. Екатеринославский
7. Елизаветградский
8. Константиноградский
9. Кременчугский
10. Мариупольский
11. Новомосковский
12. Ольвиопольский
13. Павлоградский
14. Полтавский
15. Славянский
16. Херсонский

## Руководители наместничества

### Генерал-губернаторы
- 1783 — 05.10.1791 — Потёмкин, Григорий Александрович
- 1793—1796 — Зубов, Платон Александрович

### Правители наместничества
- 1783—1784 — Тутолмин, Тимофей Иванович
- 1784—1788 — Синельников, Иван Максимович
- 1789—1794 — Каховский, Василий Васильевич
- 1794—15.12.1796 — Хорват, Иосиф Иванович